# Kennedy Chandler
Kennedy Collier Chandler (Cordova, Tennessee; 16 de septiembre de 2002) es un jugador de baloncesto estadounidense que pertenece a la plantilla de los Memphis Grizzlies de la NBA. Con 1,80 metros de estatura, juega en la posición de base.

## Trayectoria deportiva

### Instituto
Chandler comenzó a jugar al baloncesto en Briarcrest Christian School en Eads, Tennessee, cuando estaba en octavo grado. Como estudiante de primer año, saliendo del banquillo ayudó a su equipo a llegar a las semifinales de la División II-AA. En su segunda temporada, Chandler promedió 19,5 puntos, cuatro rebotes y 3,1 asistencias por partido. Llevó a Briarcrest al título estatal DII-AA, ganando el galardón de jugador más valioso del torneo después de anotar 20 puntos en la final, en una victoria por 65–54 sobre Brentwood Academy.
Como junior, promedió 22,2 puntos, 4,3 asistencias y 2,6 robos por partido, lo que llevó a su equipo a un segundo puesto estatal y fue nombrado Tennessee Mr. Basketball de la DII-AA por segundo año consecutivo. Fue transferido a la Academia Cristiana Sunrise en Bel Aire, Kansas para su último año para ayudarlo a prepararse para el nivel universitario. Como sénior promedió 14,8 puntos, 4,2 rebotes y 3,3 robos por partido, lo que llevó a su equipo a un récord de 21–4. Fue incluido en las listas del McDonald's All-American Game, Jordan Brand Classic y Nike Hoop Summit.

### Universidad
Jugó una temporada con los Volunteers de la Universidad de Tennessee, en la que promedió 13,9 puntos, 4,7 rebotes y 2,2 asistencias por partido. Fue incluido en el segundo mejor quinteto de la Southeastern Conference y en el mejor quinteto freshman.
El 5 de abril de 2022, Chandler se declaró elegible para el draft de la NBA, renunciando a su elegibilidad universitaria restante.

#### Estadísticas
| Año     | Equipo    | PJ | PT | MPP  | %TC  | %3P  | %TL  | RPP | APP | ROB | TPP | PPP  |
| ------- | --------- | -- | -- | ---- | ---- | ---- | ---- | --- | --- | --- | --- | ---- |
| 2021–22 | Tennessee | 34 | 34 | 30.8 | .464 | .383 | .606 | 3.2 | 4.7 | 2.2 | .2  | 13.9 |

### Profesional
Fue elegido en la trigésimo octava posición del Draft de la NBA de 2022 por los San Antonio Spurs, pero fue traspasado a los Memphis Grizzlies, con los que firmó un contrato por cuatro temporadas y 7,1 millones de dólares.
El 19 de octubre de 2023 firmó con los Brooklyn Nets, pero fue despedido dos días después. El 28 de octubre, se unió a los Long Island Nets.
El 25 de septiembre de 2024 firmó con los Toronto Raptors, pero fue despedido el mismo día. El 28 de octubre se unió a los Raptors 905.

## Estadísticas de su carrera en la NBA

### Temporada regular
| Año     | Equipo  | PJ | PT | MPP | %TC  | %3P  | %TL  | RPP | APP | ROB | TPP | PPP |
| ------- | ------- | -- | -- | --- | ---- | ---- | ---- | --- | --- | --- | --- | --- |
| 2022-23 | Memphis | 36 | 0  | 7.8 | .422 | .133 | .462 | 1.1 | 1.6 | .3  | .1  | 2.2 |
| Total   | Total   | 36 | 0  | 7.8 | .422 | .133 | .462 | 1.1 | 1.6 | .3  | .1  | 2.2 |